# 昭和基地
昭和基地（日语：／ Shōwa-kichi */?），位於南極圈內的東釣鉤島，屬於日本的觀測基地。實際坐標為於南緯69度00分22秒、東經39度35分24秒，海拔高度為29.18米。基地名稱來自建設時期的日本年號「昭和」。

## 概要
昭和基地擁有及能進行天體、氣象、地球科學及生物學等觀測的施設。整個施設由合共60座以上大小不一的建築物組成，除了3層高的管理樓外，還有居住樓、發電樓、污水處理樓、環境科學樓、觀測樓、情報處理樓、衛星訊號接收樓、焚化爐樓、電離層樓、地球科學樓、能將無線電探空儀升空的放球樓，此外，還有大型接收天線、燃料儲存罐、直昇機坪、太陽能電池板、貯水用的荒金水庫。另外，為研究可再生能源而建設中的大樓預定由53次觀測隊完成。昭和基地與南極大陸內另一基地富士圓頂相距1000公里。余暇的時候（通常是業務休日，如南極時間上星期六、日，或者是特別的日子，如日本時間上的兒童節），基地職員會使用業餘無線電台（呼号：8J1RL）作通訊。基地內不少木造的裝配式建築配件，是使用日本大手房屋建設公司三澤住宅製造。
基地內的管理樓中，擁有醫務室、管理室、厨房、食堂、通信室、公衆電話室、圖書室及娛樂室等。醫務室內雖然擁有可進行手術的設備，但實際上並沒有進行過緊急手術的例子。
日本郵政民營化後，在基地亦內保留郵局，現在由日本郵便銀座郵便局昭和基地內分室所設置，負責將信件及明信片等送回日本本土，其郵費與日本國內完全相同。最初昭和基地內郵局
的郵政編號為100-70（當作日本國立極地研究所來處理，大街區碼為70的原因，是在1970年重新開始基地內曾經停止的業務），不過現時已經沒有特別規定。
除惡劣天氣時不能使用的特殊建築物（放球樓等）外，各建築物皆有可互通的走廊連接。這樣做的原因是避免事故發生，曾有別國南極基地的隊員因前往3米外另一建築物的洗手間時遇上惡劣天氣而死。
南極地域觀測隊員約為60人，當中約40人會參與越冬任務。由於在翌年度的隊伍乘坐觀測船到達南極後，前年的越冬隊才會歸國，所以基地內經常會有人駐守。基地由文部科學省及極地研究所管理。而實際執行的，在2009年2月至2010年2月期間由50次觀測隊負責，由2010年2月開始的為51次觀測隊，而2011年2月開始的則由52次觀測隊負責。越冬交接議式在近年通常在2月1日舉行。在1次越冬隊時因使用樺太犬來拉動雪橇，此事在後來相當著名，但是後來，由於南極條約環境保護議定書（附屬書II第四條）內禁止攜帶任何有生命的植物及動物等進入南極，所以南極現在再沒有任何犬隻。
昭和基地所在的經道屬於UTC+3時間（JST-6時間）時區。在基地中的男性隊員均為國家公務員，但是由民營企業調配出來的女性也算是隊員之一。

### 氣候
| 昭和基地                                      | 昭和基地    | 昭和基地     | 昭和基地      | 昭和基地      | 昭和基地      | 昭和基地      | 昭和基地      | 昭和基地      | 昭和基地      | 昭和基地      | 昭和基地      | 昭和基地    | 昭和基地      |
| 月份                                          | 1月         | 2月          | 3月           | 4月           | 5月           | 6月           | 7月           | 8月           | 9月           | 10月          | 11月          | 12月        | 全年          |
| --------------------------------------------- | ----------- | ------------ | ------------- | ------------- | ------------- | ------------- | ------------- | ------------- | ------------- | ------------- | ------------- | ----------- | ------------- |
| 历史最高温 °C（°F）                           | 10.0 (50.0) | 8.0 (46.4)   | 3.6 (38.5)    | 0.5 (32.9)    | 2.8 (37.0)    | −0.7 (30.7)   | −2.5 (27.5)   | −2.8 (27.0)   | −1.1 (30.0)   | −0.6 (30.9)   | 7.3 (45.1)    | 9.4 (48.9)  | 10.0 (50.0)   |
| 平均高温 °C（°F）                             | 2.0 (35.6)  | −0.5 (31.1)  | −4.3 (24.3)   | −7.6 (18.3)   | −10.7 (12.7)  | −12.1 (10.2)  | −14.1 (6.6)   | −15.8 (3.6)   | −14.9 (5.2)   | −10.8 (12.6)  | −4.0 (24.8)   | 1.1 (34.0)  | −7.6 (18.2)   |
| 日均气温 °C（°F）                             | −0.7 (30.7) | −2.9 (26.8)  | −6.5 (20.3)   | −10.1 (13.8)  | −13.5 (7.7)   | −15.2 (4.6)   | −17.3 (0.9)   | −19.4 (−2.9)  | −18.1 (−0.6)  | −13.5 (7.7)   | −6.8 (19.8)   | −1.6 (29.1) | −10.5 (13.2)  |
| 平均低温 °C（°F）                             | −3.7 (25.3) | −5.5 (22.1)  | −9.2 (15.4)   | −13.0 (8.6)   | −16.6 (2.1)   | −18.7 (−1.7)  | −20.8 (−5.4)  | −23.3 (−9.9)  | −22.0 (−7.6)  | −17.2 (1.0)   | −10.4 (13.3)  | −4.6 (23.7) | −13.7 (7.2)   |
| 历史最低温 °C（°F）                           | −12.6 (9.3) | −18.2 (−0.8) | −25.2 (−13.4) | −35.9 (−32.6) | −40.5 (−40.9) | −38.3 (−36.9) | −42.7 (−44.9) | −42.2 (−44.0) | −45.3 (−49.5) | −34.7 (−30.5) | −25.0 (−13.0) | −12.9 (8.8) | −45.3 (−49.5) |
| 平均降雪天数                                  | 13.3        | 17.5         | 29.6          | 29.5          | 30.8          | 29.3          | 30.3          | 30.6          | 29.5          | 30.5          | 30.0          | 28.5        | 329.4         |
| 平均相對濕度（％）                            | 67          | 68           | 71            | 72            | 67            | 65            | 66            | 64            | 64            | 69            | 68            | 68          | 67            |
| 月均日照時數                                  | 375.7       | 203.2        | 120.1         | 58.0          | 17.7          | 0.0           | 4.8           | 64.1          | 136.5         | 191.0         | 316.0         | 434.6       | 1,921.7       |
| 来源1：日本氣象廳                             |             |              |               |               |               |               |               |               |               |               |               |             |               |
| 来源2：觀測史上1 - 10位的數據（綜合所有年份） |             |              |               |               |               |               |               |               |               |               |               |             |               |

昭和基地所觀測的記錄上最低氣温為-45.3℃（1982年9月4日），最高气温为10.0℃（1977年1月21日），最大風速為61.2米/秒（1996年5月27日）。

## 歷史
昭和基地的歷史，大體上也就是日本南極觀測的歷史。
在1951年（昭和26年），各國開始提倡國際地球觀測年，因此日本希望能夠參加。當初，是預定到赤道進行觀測活動，但是擁有該地領有權的美國反對，因此，在1955年2月更改為南極觀測，總共有12個國家參加。本来的計劃預定進行2次觀測活動。由於準備期間不足，因此所使用的觀測船「宗谷」只是一艘趕工改造的舊船。觀測隊在出發時亦並未決定建造基地的地點，所決這責任落在隊長身上。
1956年出發的南極觀測船「宗谷」載搭著永田武隊長及其率領的第1次南極観測隊53名隊員，在次年到達東釣鈎島。1957年1月29日，永田登陸南極，並將準備興建的南極觀測基地命名為昭和基地在1月31日正式決定興建，而工程在2月1日展開。2月8日，永田在這裡過了一夜，並在2月15日離岸。完成後的昭和基地共有4座建築物，其中一座是發電樓。隊中的西堀榮三郎副隊長兼越冬隊長與其他隊員共11名進行越冬任務。1次隊因觀測器具結冰等問題使往後日子過得極度困難。這時，最主要的運輸工具，是由樺太犬所拉動的雪橇。另一方面，在2月15日離岸的「宗谷」因浮冰所困，在28日由當時最新鋭的前蘇聯破冰船「鄂畢」號救出。
1958年，永田繼續以1次隊隊長的身份率領第2次觀測隊乗搭「宗谷」前往南極，但由於「宗谷」被厚大的浮冰所困而無法靠岸。2月14日，1次隊越冬隊全隊員由飛機及直昇機運送回「宗谷」。在昭和基地的15隻樺太犬因後續的行動而留在基地中。但是，由於惡劣天氣沒有好轉，2月24日正午（一説是13時），永田宣佈將不進行為越冬行動，因此樺太犬們被捨棄在南極。當初計劃只進行2次的觀測計劃的觀測隊，由於2次觀測隊未能執行任務而將觀測計劃延長至3次。1年後第3次越冬隊到達昭和基地，發現樺太犬中的太郎與次郎於昭和基地等待隊員回來。這件逸事後來制作為電影「南極物語」，並大獲成功。
1959年1月至3月，在「宗谷」於哈拉爾王子海岸靠岸期間﹐於昭和基地內設置「宗谷船内郵局昭和基地分室（宗谷船内郵便局昭和基地分室）」。
1960年10月10日，第4次越冬隊員福島紳（1930年 - 1960年）基地內固定雪橇的時候因惡劣天氣而遇難。同年10月17日確定為死亡。其後，越冬隊在福島紳遇難地點（S69°、E39°35′）建立了一座石標，被命名為福島石標。於1972年基於南極條約環境保護議定書（付屬書V第八條）﹐福島石標被指定為南極史跡遺產，後來亦列為日本南極史跡記念物。福島隊員的遺體，在1968年離基地4公里外的約西釣鈎島被發現。
當初計劃只進行2次活動的南極觀測隊，結果延長到5次，其後建議再延長的呼聲亦不斷增高，但由於「宗谷」已經老化，在1961年出發的第6次觀測隊（沒有進行越冬）於1962年歸國後﹐日本的南極観測暫時中斷，昭和基地亦再度關閉。
在1965年，新造的南極觀測船「富士」（ふじ）竣工後，由第7次觀測隊重新開始越冬任務，在1983年（昭和58年）由第25次觀測隊及越冬隊開始，南極觀測船轉為初代「白瀨」（しらせ）。
觀測船「宗谷」、「富士」、初代「白瀨」的船內郵局，各自有自己所使用的風景印（一種紀念郵戳）。
1973年（昭和48年）9月29日昭和基地成為日本國立極地研究所的觀測施設。
2003年（平成15年）1月至2004年1月2日為止﹐於基地内設立了NHK南極Hi-Vision播放中心，該中心由5名職員在2002年12月開始於越冬期間建設，在建成後從事對日本播放的傳送工作，最後該5名職員在2004年3月歸國。作為替換，朝日新聞在2004年1月1日開設南極支局。
由於碎冰艦「白瀨」老化，令後續的觀測活動帶來障礙及擔憂，所以在2006年計劃由Universal造船舞鶴事業所建造後繼艦（2007年動工、2009年5月完成）。艦名是繼承上代觀測船，因而再被命名為「白瀨」（しらせ），在2009年（平成21年）的第51次南極觀測隊及越冬隊開始服役及運用。

## 火箭發射
昭和基地由1970年至1985年為止，曾發射過54枚探空火箭，目的是監測臭氧及極光觀測。發射過的火箭為S-160JA、S-210JA、S-310JA及MT-135JA，發射高度為60至220公里左右。
| 發射火箭一覽                     | 發射火箭一覽 | 發射火箭一覽 | 發射火箭一覽 |
| 日時(GMT)                        | 火箭         | 高度         | 搭載機器 |
| -------------------------------- | ------------ | ------------ | --- |
| 1970年2月10日12:30               | S-160JA-1    | 87 km        | TP、電子密度測定器、臭氧監測器 |
| 1970年2月17日12:10               | S-160JA-2    | 88 km        | TP、電子密度測定器 |
| 1971年4月30日10:00               | S-160JA-3    | 83 km        | TP、電子密度測定器、臭氧監測器 |
| 1971年6月24日01:05               | S-210JA-4    | 130 km       | TP、極光X射線觀測器、極光紫外線觀測器 |
| 1971年7月21日21:52               | S-210JA-3    | 131 km       | TP、極光X射線觀測器、極光紫外線觀測器 |
| 1971年8月10日02:24               | S-210JA-1    | 139 km       | TP、電場観測器 |
| 1971年9月13日21:50               | S-210JA-5    | 115 km       | TP、電子密度測定器、極光觀測器 |
| 1971年9月24日21:08               | S-210JA-2    | 138 km       | TP、極光紫外線觀測器、極光電波雜音觀測器 |
| 1971年12月3日12:00               | S-210JA-6    | 131 km       | TP、電子密度測定器、臭氧觀測器 |
| 1972年2月11日12:00               | S-210JA-12   | 108 km       | TP、電子密度測定器 |
| 1972年4月16日23:42               | S-160JA-4    | 86 km        | ? |
| 1972年5月13日23:13               | S-210JA-9    | 129 km       | TP、電子密度測定器、極光X射線觀測器、極光紫外線觀測器                                                                                       |
| 1972年5月15日23:02               | S-210JA-10   | 115 km       | TP、電子密度測定器、極光X射線觀測器、極光紫外線觀測器                                                                                       |
| 1972年8月7日01:45                | S-210JA-11   | 126 km       | TP、電子密度測定器、極光紫外線觀測器、極光可視光線觀測器                                                                                    |
| 1972年8月11日01:01               | S-210JA-8    | 127 km       | TP、電子密度測定器 |
| 1972年12月13日21:23              | S-210JA-7    | 126 km       | TP、極光可視光線觀測器電子密度測定器 |
| 1973年2月14日20:45               | S-210JA-16   | 103 km       | TP、極光X射線觀測器、電子密度測定器 |
| 1973年3月25日17:47               | S-210JA-14   | 114 km       | TP、極光紅外線觀測器、極光可視光線觀測器、電場觀測器                                                                                        |
| 1973年4月22日18:25               | S-210JA-17   | 124 km       | TP、極光X射線觀測器、電子密度測定器 |
| 1973年6月10日17:20               | S-210JA-13   | 123 km       | TP、極光紅外線觀測器、極光可視光線觀測器 |
| 1973年6月11日18:10               | S-210JA-15   | 125 km       | TP、極光紅外線觀測器、極光可視光線觀測器 |
| 1973年7月15日16:09               | S-210JA-19   | 131 km       | TP、電波雜音測定器 |
| 1973年8月22日21:53               | S-210JA-18   | 129 km       | TP、電場測定器、電子密度測定器 |
| 1976年1月25日23:20               | S-210JA-22   | 127 km       | TP、NO測定器、電子密度測定器、35 keV以上電子能量譜密度測定器                                                                                |
| 1976年2月13日09:45               | S-310JA-1    | 216 km       | TP、VLF譜密度測定器、HF帶譜密度測定器 電子密度測定器、電子温度測定器                                                                        |
| 1976年6月24日23:40               | S-210JA-20   | 118 km       | TP、VLF譜密度測定器、HF帶譜密度測定器 電子密度測定器、35 keV以上電子能量譜密度測定器                                                        |
| 1976年7月26日00:23               | S-210JA-21   | 116 km       | TP、VLF譜密度測定器、HF帶譜密度測定器 電子密度測定器、35 keV以上電子能量譜密度測定器                                                        |
| 1976年8月16日23:54               | S-210JA-24   | 118 km       | TP、電場測定器、電子密度測定器 |
| 1976年9月1日00:00                | S-210JA-25   | 125 km       | TP、電場測定器、電子密度測定器 |
| 1976年9月13日04:31               | S-210JA-23   | 120 km       | TP、NO測定器、電子密度測定器、35 keV以上電子能量譜密度測定器                                                                                |
| 1977年2月10日00:22               | S-310JA-2    | 212 km       | TP、VLF譜密度測定器、VLF坡印廷向量測定器 HF帶譜密度測定器、電子密度測定器、30 keV以上電子能量譜密度測定器                                   |
| 1977年3月27日03:55               | S-210JA-28   | 106 km       | TP、NO測定器、臭氧測定器、電子密度測定器 |
| 1977年4月11日05:00               | S-210JA-26   | 105 km       | TP、NO測定器、臭氧測定器、電子密度測定器 |
| 1977年7月12日16:15               | S-210JA-29   | 118 km       | TP、靜電場測定、電場測定器、電子密度波動測定器                                                                                              |
| 1977年7月26日15:35               | S-310JA-3    | 221 km       | TP、VLF譜密度測定器、電子等離子體波・離子波W-K測定器 電子密度測定器、30 keV以上電子能量譜密度測定器                                         |
| 1977年8月10日12:47               | S-210JA-27   | 120 km       | TP、NO測定器、臭氧測定器、電子密度測定器 |
| 1978年1月28日20:20               | S-210JA-30   | 125 km       | TP、NO密度測定器、臭氧密度測定器、電子密度測定器                                                                                            |
| 1978年2月6日18:55                | S-210JA-31   | 116 km       | TP、NO密度測定器、臭氧密度測定器、電子密度測定器                                                                                            |
| 1984年4月4日19:27                | S-310JA-8    | 201 km       | TP、極光粒子測定器 電子密度測定器、蘭摩爾探針、地磁氣姿勢計                                                                                 |
| 1984年5月3日22:14                | S-310JA-9    | 204 km       | TP、極光粒子測定器 電子密度測定器、蘭摩爾探針、地磁氣姿勢計                                                                                 |
| 1984年5月28日23:17               | S-310JA-10   | 209 km       | TP、極光粒子測定器 電子密度測定器、蘭摩爾探針、地磁氣姿勢計                                                                                 |
| 1985年1月30日14:00               | MT-135JA-1   | 60 km        | |
| 1985年3月26日14:30               | MT-135JA-2   | 60 km        | |
| 1985年5月29日00:59               | S-310JA-11   | 212 km       | TP、極光粒子測定器、低周波等離子體測定器、等離子體密度測定器 高周波等離子體測定器、電子密度測定器、極光電場測定器、磁場測定器、地磁氣姿勢計 |
| 1985年6月28日13:35               | MT-135JA-3   | 61 km        | |
| 1985年6月28日16:16               | MT-135JA-5   | 71 km        | |
| 1985年6月28日18:10               | MT-135JA-6   | 73 km        | |
| 1985年6月28日20:02               | MT-135JA-7   | 69 km        | |
| 1985年6月28日21:58               | MT-135JA-4   | 69 km        | |
| 1985年7月12日19:35               | S-310JA-12   | 222 km       | TP、極光粒子測定器、低周波等離子體測定器、等離子體密度測定器 高周波等離子體測定器、電子密度測定器、極光電場測定器、磁場測定器、地磁氣姿勢計 |
| 1985年9月25日14:00               | MT-135JA-9   | 71 km        | |
| 1985年9月25日16:00               | MT-135JA-8   | 71 km        | |
| 1985年9月25日18:00               | MT-135JA-11  | 72 km        | |
| 1985年9月25日20:00               | MT-135JA-10  | 73 km        | |
| 引用資料：。搭載機器項目來源為。 |              |              | |

## 關聯項目
- 南極科學考察站
- 瑞穗基地（みずほ基地）
- 飛鳥基地（あすか基地）
- 富士圓頂基地（ドームふじ基地）
- 隕石
- 南極1號
- 白瀨矗
- 1983年電影《南極物語》
- 2011年電視劇《南極大陸》
- 2018年電視動畫《比宇宙更遠的地方》

## 註腳
1. ↑  （日語）1957年（昭和32年）2月11日官報第9037號附錄『官報資料版』第2頁「行政日誌」
2. ↑  （日語）1958年（昭和33年）11月8日郵政省告示第1137號
3. ↑  （日語）1997年（平成9年）9月29日總理府令第53號
4. ↑  （日語）1973年（昭和48年）9月29日文部省令第23號
5. ↑  （英文）. Encyclopedia Astronautica.   [2010-04-20]. （原始内容存档于2010-06-19）.
6. ↑  （日語）. MEISEI.   [2010-04-20]. （原始内容存档于2019-05-07）.
7. ↑  （日語）. MEISEI.   [2010-04-20]. （原始内容存档于2019-05-08）.

## 外部連結
- （日語）昭和基地NOW!! （页面存档备份，存于）
- （日語）昭和基地的氣象資料（日本氣象廳） （页面存档备份，存于）